# Stuart Maconie
Stuart Maconie (* 13. srpna 1960) je anglický rozhlasový moderátor a novinář. Narodil se ve městě Whiston a předtím, než se začal věnovat žurnalistice působí v různých kapelách. Později přispíval například do magazínů Mojo, Q The Guardian. Společně s Markem Radcliffem má pořad na BBC Radio 6 Music nazvaný Radcliffe & Maconie. V letech 2006 až 2008 měl vlastní pořad.